# Plac Republiki w Paryżu
Plac Republiki (fr. Place de la République) – plac w Paryżu u zbiegu III, X i XI okręgu paryskiego. Wymiary placu wynoszą 283 metry długości i 119 szerokości.
Na terenie dzisiejszego placu znajdował się pierwotnie bastion bramy Temple, część murów obronnych wzniesionych w XIV wieku z polecenia Karola V. Plac powstał w 1811 i nosił początkowo nazwę Château-d'Eau, w jego centralnym punkcie znajdowała się fontanna.
Dzisiejszy kształt placu został uformowany w czasie wielkiej przebudowy Paryża. Został wówczas powiększony i znalazł się u zbiegu nowo wytyczonych wielkich bulwarów: Magenta, Amandiers (dziś République) i Prince-Eugène (dziś Voltaire). W jego bezpośrednim sąsiedztwie powstał kompleks koszar przeznaczony dla 3 200 osób, od 1947 należący do Gwardii Republikańskiej. W 1867 stara fontanna została zastąpiona nową, bardziej okazałą, z posągami lwów. Całą północną pierzeję placu zapełniły natomiast budynki domów towarowych.
Po proklamacji III Republiki plac otrzymał dzisiejszą nazwę. W 1879 rozpisany został konkurs na wykonanie alegorycznego pomnika Republiki, który wygrali bracia Leopold i Charles Morice. Wykonany przez nich monument przedstawia wykonaną z brązu postać Marianny w otoczeniu alegorii Wolności, Równości i Braterstwa w otoczeniu płaskorzeźb przedstawiających wybrane sceny z czasów rewolucji francuskiej. Zastąpił on fontannę, przeniesioną do XII okręgu paryskiego.
Z placu prowadzi zejście na stację metra République.